# Leptogorgia ruberrima
Leptogorgia ruberrima är en korallart som först beskrevs av Koch 1886.  Leptogorgia ruberrima ingår i släktet Leptogorgia och familjen Gorgoniidae. Inga underarter finns listade i Catalogue of Life.